# Нидерландские Антильские острова
Нидерла́ндские Анти́льские острова́ (нидерл. Nederlandse Antillen) — бывшая (до 10 октября 2010 года) автономия в составе Королевства Нидерландов, географически состоявшая из двух групп островов в архипелаге Малые Антильские острова в Карибском море.
Группа из трёх крупных островов Аруба, Кюрасао и Бонайре расположена в южной части архипелага Малых Антильских островов, возле побережья Венесуэлы. Группа из трёх более мелких островов, Синт-Мартен, Синт-Эстатиус и Саба, находится на севере архипелага, примерно в 1000 км от главных островов. Синт-Эстатиус имеет на востоке морские границы с государством Сент-Китс и Невис, Синт-Мартен по суше граничит с заморской общиной Франции — Сен-Мартен на севере, на юго-западе по морю — с заморской британской территорией Ангилья, на юго-востоке по морю — с заморской общиной Франции — Сен-Бартельми.
Аруба 1 января 1986 года вышла из состава Нидерландских Антильских островов, став самоуправляемым государством в составе Королевства Нидерландов. 10 октября 2010 года в результате конституционной реформы Нидерландских Антильских островов Кюрасао и Синт-Мартен также стали самоуправляемыми государствами в составе Королевства Нидерландов, в то время как Бонайре, Синт-Эстатиус и Саба стали особыми общинами Королевства Нидерландов.
Общая площадь Нидерландских Антил (без Арубы) — 800 км², население — 225 тыс. чел. (2008). Административный центр — город Виллемстад на острове Кюрасао.

## История
Испанцы появились на островах в конце XV века. Первым был открыт остров Сен-Мартен (Синт-Мартен) Христофором Колумбом в 1493 году. В 1499 году испанец Алонсо де Охеда открыл южные острова, населённые индейцами араваками и карибами. Однако испанцы не нашли там драгоценных металлов, и они не стали осваивать эти острова.
В период 1630—1640 годов острова были заняты голландцами, затем неоднократно оккупировались испанцами, англичанами и французами. Эти острова также служили базами для пиратов.
Окончательно перешли к Нидерландам в 1816 году. До отмены в 1863 году рабства территория была центром работорговли в Карибском бассейне.
После открытия в начале XX века месторождений нефти в Венесуэле англо-голландская компания «Ройял Датч-Шелл» построила в 1916 году на острове Кюрасао крупный нефтеперерабатывающий завод. Переработка венесуэльской нефти стала основой хозяйственного развития Нидерландских Антильских островов.
С 15 декабря 1954 года — самоуправляемая часть Королевства Нидерландов.
Ранее в состав владения входил остров Аруба (с 1 января 1986 года — отдельная самоуправляемая территория в составе Королевства Нидерландов).
Согласно прошедшим с 2000 по 2006 годы референдумам, население Кюрасао и Синт-Мартена согласилось на status aparte (статус Арубы). Население островов Бонайре и Саба решило получить статус заморской провинции (сходный с заморскими департаментами Франции). Население Синт-Эстатиуса выступило за сохранение членства острова в составе Нидерландских Антильских островов, однако он стал единственным островом, выступившим за это.
10 сентября 2010 года Королевство Нидерландов и Нидерландские Антильские Острова (Кюрасао, Бонайре, Саба, Синт-Эстатиус и Синт-Мартен) в Гааге подписали Заключительную декларацию (далее — Соглашение), которая поставила точку в конституционной реформе карибских территорий Королевства.
В соответствии с условиями Соглашения с 10 октября 2010 года Кюрасао и Синт-Мартен стали самоуправляемыми государствами со значительной автономией (status aparte) в составе Королевства Нидерландов, в то время как Бонайре, Саба и Синт-Эстатиус получили статус особых общин Нидерландов (статус, близкий к заморским департаментам Франции).
10 октября 2010 года Нидерландские Антильские острова прекратили существование.

## Политическая структура
Основополагающим документом, регламентирующим государственное устройство Королевства Нидерландов является Статут, приоритет которого выше Конституции. Именно в Статуте (был принят в 1954 году) были определены отношения между Нидерландами, Нидерландскими Антильскими островами и Арубой. Согласно ему, Нидерланды, Нидерландские Антильские острова и Аруба были равноправными странами-партнёрами в рамках Королевства.
С 1954 года каждая из частей Королевства пользуются внутренней автономией в составе Королевства Нидерландов. Главой государства была королева, представленная на островах губернатором. Вопросы внешней политики и обороны были компетенцией нидерландских властей.
Исполнительная власть осуществлялась губернатором при помощи Консультативного совета и Совета министров во главе с премьер-министром, которым обычно назначался лидер партии или коалиции, победившей на последних выборах. При этом на каждом острове имелись собственные органы власти: вице-губернаторы, местные советы и правительства.
Однопалатное Законодательное собрание, или Штаты, регламентировало вопросы внутреннего управления. Парламент избирался путём всеобщих выборов сроком на 4 года и состоял из 22 членов, в том числе 14 — от острова Кюрасао, 3 — от острова Бонайре, 3 — от острова Синт-Мартен и по одному — от островов Саба и Синт-Эстатиус. Все законы, принятые парламентом и правительством, должны были быть одобрены губернатором. Парламент также выбирал, а генерал-губернатор утверждал лидера парламентского большинства премьер-министром. Парламент избирал и кабинет министров.
На Нидерландских Антильских островах действовало множество политических партий. Каждый из пяти островов имел свои собственные партии — 15 партий на Кюрасао, 6 на Синт-Мартене, 3 на Синт-Эстатиусе и по 2 на Бонайре и на Сабе.

## Административное деление
Административное деление не было зафиксировано в законах, однако каждый остров имел собственную исполнительную и законодательную власть. Территория Нидерландских Антильских островов после выхода Арубы состояла из следующих частей:
- остров Кюрасао;
- остров Бонайре;
- остров Саба;
- остров Синт-Эстатиус;
- Синт-Мартен (южная часть острова Святого Мартина).

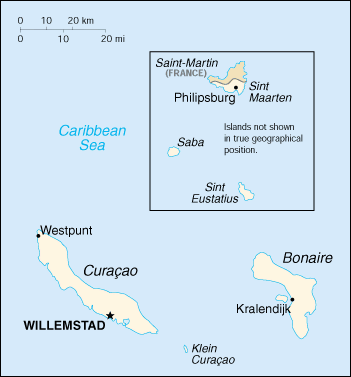
Нидерландские Антильские острова

## Географические данные
Владение было расположено на Малых Антильских островах. В состав Нидерландских Антильских островов входили острова из архипелага Подветренных островов: Кюрасао, Бонайре — южная группа — и северная группа из Наветренных: Саба, Синт-Эстатиус и южная часть острова Святого Мартина (северная часть острова контролируется Францией). Общая площадь 800 км². Остров Аруба, также входивший в южную группу, в 1986 году вышел из федерации Антильских островов и получил статус территории Королевства Нидерландов с внутренним самоуправлением.
Длина береговой линии составляет 364 км. Сухопутная граница с Гваделупой (после выхода Сен-Мартена из состава Гваделупы с 22 февраля 2007 года — с Сен-Мартеном) 10,5 км на острове Святого Мартина. Морские границы у островов северной группы с Антигуа и Барбудой на юго-востоке и Сент-Китсом и Невисом на юге, у островов южной группы с Венесуэлой на юге и востоке и с Арубой на западе.
Невысокие острова южной группы (Кюрасао — 375 м, Бонайре — 241 м) представляют собой вершины подводных возвышенностей материкового шельфа, обрамляющего южноамериканский континент. Практически вся поверхность островов поросла буйной тропической растительностью (в основном вторичными лесами), прерываемой лишь поселениями, сельскохозяйственными угодьями и протяжёнными пляжами. Острова северной группы образованы вершинами древних подводных вулканов (Квилл), они в основном имеют округлую форму и достаточно возвышенный рельеф.
Растительный и животный мир южной группы островов достаточно беден. Кроме завезённых европейцами домашних животных, здесь можно найти лишь огромное количество ящериц и птиц. Небольшие вечнозелёные леса, тут и там встречающиеся по побережьям островов, образованы зарослями молочая, кактусов и других колючих кустарников. Вокруг курортных районов образованы обширные зелёные пояса из привозных декоративных форм растительности.
Северная группа имеет несколько больший набор представителей живой природы. На западных склонах горных районов высятся ряды пальм, образующих в некоторых местах настоящие леса. Восточные склоны сохранили чуть больше естественных форм местной растительности и в основном заняты тропическими лесами, кустарниковыми массивами и относительно небольшими участками сельхозугодий.
Охраняемые природные территории: национальный парк Синт-Кристоффел (остров Кюрасао), национальный парк Вашингтон-Слагбай (остров Бонайре), морской парк Бонайре (протяжённый коралловый риф, окружающий остров Бонайре), морской парк Сабы.
Береговая черта всех островов обрамлена чередой мелких коралловых рифов (наиболее обширны у северных и западных берегов), а меж ними и берегом простирается полоса мелководных лагун.
Климат тропический морской, пассатный. Большую часть года стоит тёплая и комфортная погода с минимальной разницей температур между сезонами. Средняя температура летом (июнь — сентябрь) составляет около +27 °C, зимой (декабрь — февраль) — +25 °C, при этом суточные перепады температур крайне незначительны — температура по ночам редко опускается ниже +20 °C, даже в зимний период.
Северо-восточные пассаты, дующие с Атлантического океана, приносят частые и мощные дожди. Количество осадков варьирует от 280 мм на западных берегах островов до 1000 мм на северо-восточных склонах прибрежных возвышенностей. Среднегодовое количество осадков на Бонайре — 550 мм (65 % дождя выпадает в период с октября по январь), на Кюрасао — около 500 мм, на Сабе и Синт-Эстатиусе — до 700 мм (максимум приходится на период с мая по октябрь-ноябрь). Относительная влажность воздуха довольно постоянна в течение всего года, составляя в среднем 76 %.
Кюрасао и Бонайре находятся южнее «карибского пояса ураганов» и почти не подвергаются ударам стихии, Саба, Синт-Эстатиус и Синт-Мартен находятся на юго-восточной периферии этой зоны и могут подвергаться воздействию ураганов, наиболее вероятных в период с июля-августа по октябрь.

## Экономика

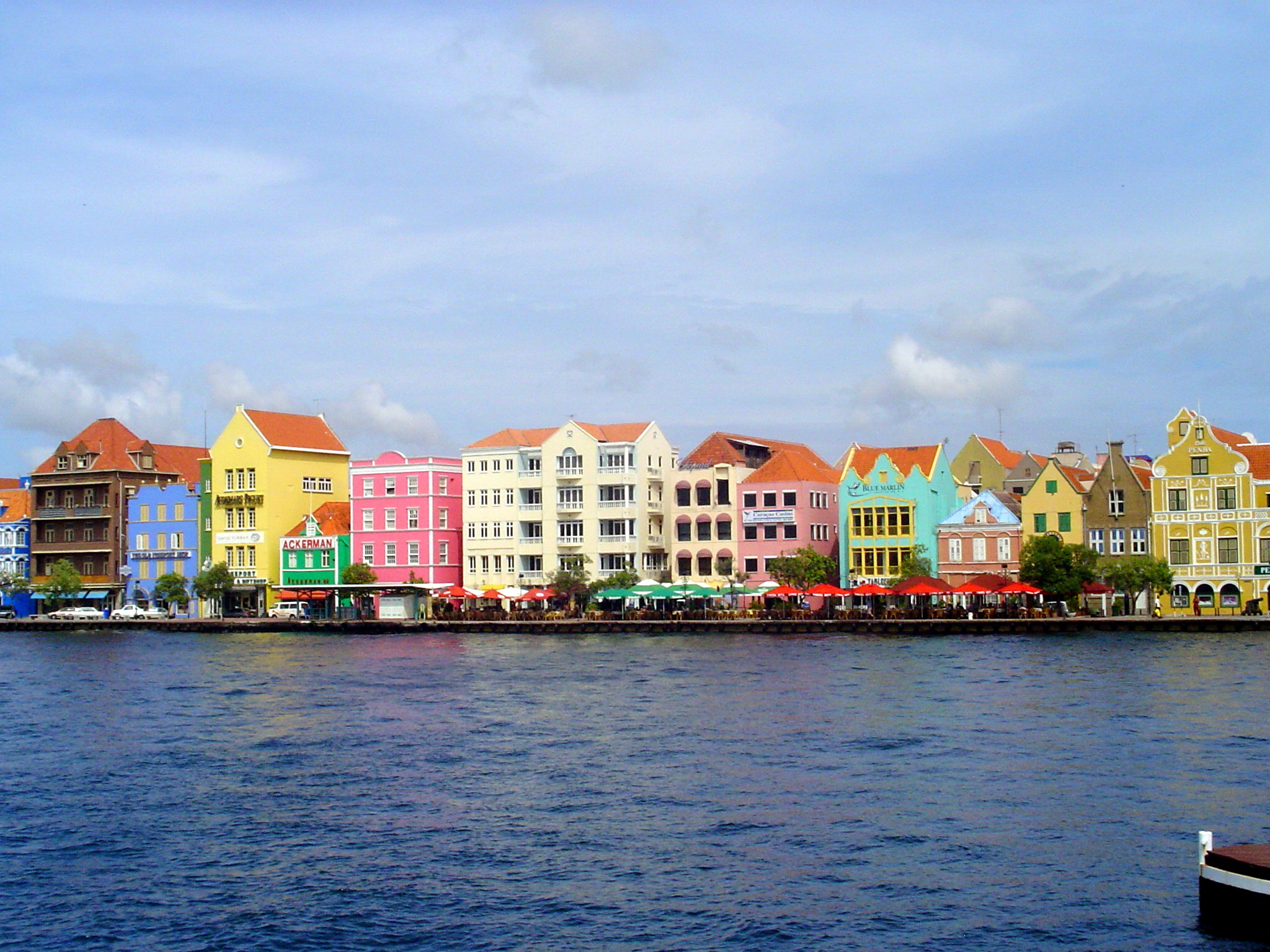
Вид Виллемстада

Объём ВВП — 2,4 млрд долларов (1998 г.), на душу населения — 11 800 долларов. Сельское хозяйство производит 1 % ВВП, промышленность — 15 %, услуги — 84 %. Главными отраслями являются туризм, офшорные финансовые услуги, переработка и транспортировка нефти (венесуэльской), судоремонт.
Плохие почвы и нехватка воды не способствуют развитию сельского хозяйства, хотя его уровень высок. Пашня составляет примерно 10 % от всей площади (1993). Вблизи Виллемстада — пригородное хозяйство (молочное животноводство, плодоводство, овощеводство). Экономическая политика направлена на дальнейшее развитие различных отраслей, в том числе и обрабатывающей промышленности.
Протяжённость дорог с твёрдым покрытием составляет свыше 800 км. В Виллемстаде имеется морской порт и международный аэропорт.
Внешнеэкономические связи ориентированы на Венесуэлу и другие латиноамериканские страны, США и страны ЕС. Экспорт товаров (303 млн долларов в 1998 г.) состоит почти преимущественно из нефтепродуктов, отчасти из сельскохозяйственных товаров и готовых изделий. Внешний долг высок — 1,35 млрд долларов.
Нидерландские Антильские острова являются одним из старейших и респектабельных офшорных центров мира: с середины 60-х гг. они специализировались на офшорных банках, а также холдинговых, финансовых, страховых, управленческих, судоходных и других офшорных компаниях. В частности, на Антилах был зарегистрирован хедж-фонд Джорджа Сороса «Quantum Fund NV». До 2002 года налог на прибыль офшорных компаний здесь составлял от 2,4 до 3 %.
Новый налоговый режим и поправки к налоговому соглашению с Нидерландами, введённые в действие под давлением ОЭСР с 1 января 2002 года, существенно изменили правила налогообложения компаний, зарегистрированных на Антильских островах.

## Население
Численность населения — 225 тыс. (оценка на июль 2008).
В этническом составе жители островов представляют в основном потомков смешанных браков между различными этническими группами Старого света. В основном это негры и мулаты (до 85 %), представители индейских народов и метисы (до 5 %), голландцы, испанцы, португальцы и другие выходцы с европейского материка (до 6 %), а также эмигранты из стран Восточной Азии и Ближнего Востока.
Официальные языки — нидерландский, английский и папьяменто (креольский язык, близкий португальскому). Около 85 % населения принадлежит к римско-католической церкви, около 8 % — протестанты. Также на многих островах исповедуются ислам, индуизм, конфуцианство, иудаизм и другие религиозные течения.
Городское население составляет 70 %, сельское — 30 %. По прогнозам ООН, к 2025 году численность населения составила бы 258, а к 2050 году — 267 тысяч человек. В 2003 году на 1000 человек количество рождённых составляло 15,76, умерших — 6,40. Годовой прирост населения составил 0,9 %, коэффициент фертильности 2,0. На 1000 женщин приходилось 924 мужчины.
| Возраст         | Мужчин | Женщин | Всего |
| --------------- | ------ | ------ | ----- |
| от 0 до 14 лет  | 27     | 26     | 24,6% |
| от 15 до 64 лет | 69     | 76     | 67,1% |
| 65 лет и выше   | 7      | 10     | 8,1%  |

| Показатель                            | Мужчин | Женщин | Всех |
| ------------------------------------- | ------ | ------ | ---- |
| Средний возраст населения (лет)       | 30,3   | 33,2   | 31,8 |
| Средняя продолжительность жизни (лет) | 73,2   | 77,7   | 75,4 |
| Уровень грамотности, %                | 98     | 99     | 98   |